# Paul Müller (Politiker, 1892)
Paul Müller (* 8. April 1892 in Zeyern; † 1. Januar 1963 ebenda) war ein deutscher Politiker (NSDAP) und Tierarzt.

## Leben
Der Sohn eines Gastwirts und Postexpeditors besuchte von 1898 bis 1902 die Volksschule in Zeyern und danach bis 1908 die Realschule in Kronach. Anschließend wechselte Müller auf die Oberrealschule in Bayreuth, wo er 1911 das Abitur machte. Nach dem Schulbesuch studierte Müller bis August 1914 Veterinärmedizin an der Tierärztlichen Hochschule München, an der Universität Gießen und an der Tierärztlichen Hochschule Dresden. Nach der Teilnahme am Ersten Weltkrieg als Kriegsfreiwilliger beim 1. Chevauleger-Regiment aus Nürnberg, bei dem er in Frankreich, Russland und Rumänien Fronteinsätze absolvierte, trat er 1919 der Bayerischen Einwohnerwehr bei. Nach der Fortsetzung seines Studiums promovierte er an der Tierärztlichen Hochschule Hannover zum Dr. med. vet. Er arbeitete ab dem 1. März 1919 als niedergelassener Tierarzt in Kronach. Seit Oktober 1917 war Müller verheiratet.
Müller trat am 5. September 1923 erstmals in die NSDAP (Mitgliedsnummer 42.288) ein. Während des NSDAP-Verbots in Folge des Hitlerputsches war er Mitglied der Nürnberger Deutschen Arbeiterpartei (DAP-Mitgliedsnr. 154). Nach der Wiederzulassung der NSDAP trat er in die Partei zum 1. August 1928 erneut ein (Mitgliedsnummer 95.701). Müller versuchte 1933 erfolglos eine niedrigere Mitgliedsnummer zu erhalten, wobei er angab, bereits seit 1925 wieder für die NSDAP aktiv gewesen zu sein. 1929 wurde er als einer von drei NSDAP-Mitgliedern in den Kronacher Stadtrat gewählt, wo er stellvertretender Fraktionsvorsitzender war. Ebenfalls seit 1929 trat er als Kreis- und Gauredner der NSDAP auf. Im Februar 1931 wurde er Ortsgruppenführer in Kronach; im Dezember 1932 NSDAP-Kreisleiter für Kronach. Zu dieser Zeit war die NSDAP im Kreis Kronach zwar gut organisiert, blieb aber hinter den Wahlerfolgen im übrigen Oberfranken zurück, was auf den hohen Anteil an Katholiken sowie in Industrie und Handwerk Beschäftigten im Kreis zurückgeführt wird.
Nach der Machtübertragung an die Nationalsozialisten war Müller bis 1935 zweiter Bürgermeister der Stadt Kronach; zudem gehörte er dem Kreistag für Oberfranken und dem Bezirkstag an. Vom 1. Mai 1934 bis zum 31. Dezember 1935 war er Gauausbildungsleiter der Gauleitung Bayerische Ostmark. Ab Juli 1934 amtierte Müller als Gauinspektor für den nördlichen Teil des Gaus. In dieser Funktion war er unter anderem für Gnadensachen, parteiinterne Beschwerden und Differenzen sowie die Erledigung von Sonderaufgaben des Gauleiters zuständig und konnte als Beauftragter der Partei Einfluss auf Personalentscheidungen in etlichen oberfränkischen Städten nehmen. In seinem Jahresbericht für 1934 beklagte sich Müller, dass er in seiner Funktion als Gauinspektor angesichts einer Vielzahl von Beschwerden „Alter Kämpfer“, die sich nach der „Machtergreifung“ nicht gebührend berücksichtigt fühlten, kaum dazu komme, seinen anderen Aufgabengebieten nachzukommen.
Müller trat am 22. August 1936, nachdem er 1933 und 1936 jeweils erfolglos für den nationalsozialistischen Reichstag kandidiert hatte, im Nachrückverfahren für den ausgeschiedenen Wilhelm Kube als Abgeordneter in den Reichstag ein, dem er anschließend bis zum Ende der NS-Herrschaft im Frühjahr 1945 angehörte. Ebenfalls 1936 wurde er als NSDAP-Kreisleiter auch für den Nachbarkreis Stadtsteinach zuständig. Am 28. April 1936 trat er der SS (SS-Nr. 276.295) als SS-Sturmbannführer bei; am 30. Januar 1943 wurde er zum SS-Obersturmbannführer befördert. Von 1938 an war er bis Kriegsende Mitglied der Reichsschrifttumskammer und Gauverbandsleiter der NS-Studentenkampfhilfe im Gau Bayerische Ostmark. 
Als Kreisleiter sorgte Müller 1933 für den Ersatz ausgeschiedener BVP-Gemeinderäte durch Nationalsozialisten. 1934 initiierte er die Verhaftung von 40 Stahlhelm-Mitgliedern, da er die Organisation verdächtigte, als „Asyl“ für Gegner der Nationalsozialisten zu fungieren. Untergebene Parteistellen forderte Müller einerseits zu taktisch-vorsichtigem Verhalten gegenüber den Kirchen auf; andererseits versuchte er, als oppositionell angesehene Priester einzuschüchtern. 1938 veröffentlichte Müller Moskau vollstreckt Mardochais Testament. Der jüdische Bolschewismus bedroht die Welt, ein auf die gefälschten Protokolle der Weisen von Zion zurückgreifendes antisemitisches Werk, in dem er behauptete, die kommunistische Weltrevolution sei ein Ziel des jüdischen Weltmachtstrebens, und für eine rücksichtslose Unterdrückung des Judentums eintrat.
Ab September 1944 war Müller Führer des Volkssturms im Kreis Kronach-Stadtsteinach, floh aber im April 1945 vor den feindlichen Truppen. Nachdem kurz darauf seine Frau von amerikanischen Soldaten aufgegriffen wurde, stellte er sich den Amerikanern und wurde interniert. Nach seiner Entlassung arbeitete er bis zu seinem Tod als Tierarzt in seinem Heimatort Zeyern.
Die Historikerin Claudia Roth charakterisiert Müller als „ebenso qualifizierte[n] wie machtbewußte[n] Parteiführer“, dem es gelungen sei, seine lokalen Machtbasis zu erhalten und über seine Ämter auf Gauebene seinen Einfluss zu vergrößern. Die Quellen weisen Müller „als technokratisch versierten und durchsetzungsfähigen Amtsinhaber aus“, so Roth.

## Schriften
- Entwicklung und heutiger Stand der Räudebekämpfung und die Einwirkung von Sonnenstrahlen und Heissluft auf die Sarkoptesmilben am lebenden Tierkörper und im Reagenzglase, 1924. (wahrscheinliche Dissertation)
- Moskau vollstreckt Mardochais Testament. Der jüdische Bolschewismus bedroht die Welt, 1938. (unter dem Autorennamen Paul Müller-Kronach)